# Nothojafnea
Nothojafnea är ett släkte av svampar. Nothojafnea ingår i familjen Pyronemataceae, ordningen skålsvampar, klassen Pezizomycetes, divisionen sporsäcksvampar och riket svampar.